# Collegio elettorale di Montesilvano (Camera dei deputati)
Il collegio di Montesilvano fu un collegio elettorale uninominale della Repubblica Italiana per l'elezione della Camera dei deputati. Apparteneva alla circoscrizione Abruzzo e fu utilizzato per eleggere un deputato nella XII, XIII e XIV legislatura.
Venne istituito nel 1993 con la cosiddetta Legge Mattarella (Legge n. 277, Nuove norme per l'elezione della Camera dei deputati), attuata in seguito al referendum abrogativo del 1993. La legge istituì per la Camera dei deputati e per il Senato della Repubblica un sistema di elezione misto, in parte maggioritario e in parte proporzionale. Il 75% dei parlamentari dell'assemblea veniva eletto in collegi uninominali tramite sistema maggioritario a turno unico; il restante 25% alla Camera veniva eletto tramite sistema proporzionale con liste bloccate.
Il collegio venne abolito insieme a tutti gli altri che costituivano la Camera con la promulgazione della legge elettorale successiva, la cosiddetta Legge Calderoli. Questa prevedeva un sistema proporzionale con premio di maggioranza, che alla Camera veniva attribuito a livello nazionale.

## Territorio
Il collegio di Montesilvano era uno degli 11 collegi uninominali in cui era suddiviso l'Abruzzo e, come previsto dal D.Lgs. del 20 dicembre 1993 n. 536, era compreso nelle province di Pescara e di Teramo e comprendeva i seguenti comuni: Arsita, Cappelle sul Tavo, Castiglione Messer Raimondo, Castilenti, Città Sant'Angelo, Collecorvino, Elice, Farindola, Loreto Aprutino, Montebello di Bertona, Montefino, Montesilvano, Penne, Picciano, Pineto, Silvi, Spoltore e Villa Celiera.

## Eletti
| Elezione | Elezione | Deputato      | Partito            |
| -------- | -------- | ------------- | ------------------ |
|          | 1994     | Antonio Saia  | Progressisti (PRC) |
|          | 1996     | Franco Marini | L'Ulivo (PPI)      |
| 2001     |          | Franco Marini | L'Ulivo (PPI)      |

## Dati elettorali

### XII legislatura

#### Risultati proporzionale
| Coalizioni        | Coalizioni            | Liste                                 | Liste                              | Voti   | %     |
| ----------------- | --------------------- | ------------------------------------- | ---------------------------------- | ------ | ----- |
|                   | Progressisti          |                                       | Partito Democratico della Sinistra | 19.380 | 23,29 |
|                   | Progressisti          | Rifondazione Comunista                | 7.363                              | 8,85   |       |
|                   | Progressisti          | Federazione dei Verdi                 | 2.686                              | 3,23   |       |
|                   | Progressisti          | Partito Socialista Italiano           | 1.874                              | 2,25   |       |
|                   | Progressisti          | Movimento per la Democrazia - La Rete | 1.742                              | 2,09   |       |
| Totale coalizione | Totale coalizione     | 33.045                                | 39,71                              |        |       |
|                   | Forza Italia          | Forza Italia                          | Forza Italia                       | 16.484 | 19,81 |
|                   | Alleanza Nazionale    | Alleanza Nazionale                    | Alleanza Nazionale                 | 15.636 | 18,79 |
|                   | Patto per l'Italia    |                                       | Partito Popolare Italiano          | 10.238 | 12,30 |
|                   | Lista Pannella        | Lista Pannella                        | Lista Pannella                     | 7.114  | 8,55  |
|                   | Socialdemocrazia      | Socialdemocrazia                      | Socialdemocrazia                   | 440    | 0,53  |
|                   | Alleanza Municipalità | Alleanza Municipalità                 | Alleanza Municipalità              | 267    | 0,32  |
| Totale            | Totale                | Totale                                | Totale                             | 83.224 |       |

#### Risultati uninominale
|                               | Antonio Saia ✔️ Eletto | Progressisti       | 28 463 | 34,66 |  |  |  |  |  |
|                               | Domenico De Massis     | FI - CCD - UDC     | 21 238 | 25,86 |  |  |  |  |  |
|                               | Giorgio D'Amico        | Alleanza Nazionale | 17 172 | 20,91 |  |  |  |  |  |
|                               | Nicola Gioffré         | Patto per l'Italia | 11 425 | 13,91 |  |  |  |  |  |
|                               | Romano Scarfagna       | Liberali           | 3 826  | 4,66  |  |  |  |  |  |
| Totale                        | Totale                 | Totale             | 82 124 | 100   |  |  |  |  |  |
|                               |                        |                    |        |       |  |  |  |  |  |
| Fonte: Ministero dell'interno |                        |                    |        |       |  |  |  |  |  |

### XIII legislatura

#### Risultati proporzionale
| Coalizioni        | Coalizioni                         | Liste                                     | Liste                              | Voti   | %     |
| ----------------- | ---------------------------------- | ----------------------------------------- | ---------------------------------- | ------ | ----- |
|                   | Polo per le Libertà                |                                           | Alleanza Nazionale                 | 16.921 | 20,47 |
|                   | Polo per le Libertà                | Forza Italia                              | 16.273                             | 19,68  |       |
|                   | Polo per le Libertà                | CCD-CDU                                   | 4.076                              | 4,93   |       |
| Totale coalizione | Totale coalizione                  | 37.270                                    | 45,08                              |        |       |
|                   | L'Ulivo                            |                                           | Partito Democratico della Sinistra | 18.849 | 22,80 |
|                   | L'Ulivo                            | Popolari per Prodi (PPI-SVP-PRI-UD-Prodi) | 5.600                              | 6,77   |       |
|                   | L'Ulivo                            | Federazione dei Verdi                     | 3.774                              | 4,57   |       |
|                   | L'Ulivo                            | Rinnovamento Italiano                     | 3.446                              | 4,17   |       |
| Totale coalizione | Totale coalizione                  | 31.669                                    | 38,31                              |        |       |
|                   | Progressisti                       |                                           | Rifondazione Comunista             | 9.665  | 11,69 |
|                   | Lista Pannella - Sgarbi            | Lista Pannella - Sgarbi                   | Lista Pannella - Sgarbi            | 2.355  | 2,85  |
|                   | Movimento Sociale Fiamma Tricolore | Movimento Sociale Fiamma Tricolore        | Movimento Sociale Fiamma Tricolore | 1.710  | 2,07  |
| Totale            | Totale                             | Totale                                    | Totale                             | 82.669 |       |

#### Risultati uninominale
|                               | Franco Marini ✔️ Eletto | L'Ulivo               | 40 282 | 49,31 |  |  |  |  |  |
|                               | Paolo Di Blasio         | Polo per le Libertà   | 33 807 | 41,38 |  |  |  |  |  |
|                               | Giampiero Giampietro    | Fiamma Tricolore      | 4 681  | 5,73  |  |  |  |  |  |
|                               | Luigi Maraldi           | Lista Pannella-Sgarbi | 2 929  | 3,59  |  |  |  |  |  |
| Totale                        | Totale                  | Totale                | 81 699 | 100   |  |  |  |  |  |
|                               |                         |                       |        |       |  |  |  |  |  |
| Fonte: Ministero dell'interno |                         |                       |        |       |  |  |  |  |  |

### XIV legislatura

#### Risultati proporzionale
| Coalizioni        | Coalizioni              | Liste                                 | Liste                   | Voti   | %     |
| ----------------- | ----------------------- | ------------------------------------- | ----------------------- | ------ | ----- |
|                   | Casa delle Libertà      |                                       | Forza Italia            | 25.732 | 29,48 |
|                   | Casa delle Libertà      | Alleanza Nazionale                    | 13.347                  | 15,29  |       |
|                   | Casa delle Libertà      | CCD-CDU                               | 2.684                   | 3,07   |       |
|                   | Casa delle Libertà      | Nuovo PSI                             | 1.232                   | 1,41   |       |
| Totale coalizione | Totale coalizione       | 42.995                                | 49,25                   |        |       |
|                   | L'Ulivo                 |                                       | Democratici di Sinistra | 15.652 | 17,93 |
|                   | L'Ulivo                 | La Margherita (Dem - PPI - RI- UDEUR) | 11.345                  | 13,00  |       |
|                   | L'Ulivo                 | Comunisti Italiani                    | 1.909                   | 2,19   |       |
|                   | L'Ulivo                 | Il Girasole (FdV - SDI)               | 1.454                   | 1,67   |       |
| Totale coalizione | Totale coalizione       | 30.360                                | 34,79                   |        |       |
|                   | Rifondazione Comunista  | Rifondazione Comunista                | Rifondazione Comunista  | 5.122  | 5,87  |
|                   | Lista Di Pietro         | Lista Di Pietro                       | Lista Di Pietro         | 4.900  | 5,61  |
|                   | Lista Pannella - Bonino | Lista Pannella - Bonino               | Lista Pannella - Bonino | 1.631  | 1,87  |
|                   | Democrazia Europea      | Democrazia Europea                    | Democrazia Europea      | 1.071  | 1,23  |
|                   | Fronte Nazionale        | Fronte Nazionale                      | Fronte Nazionale        | 1.055  | 1,21  |
|                   | Abolizione scorporo     | Abolizione scorporo                   | Abolizione scorporo     | 83     | 0,10  |
|                   | Paese Nuovo             | Paese Nuovo                           | Paese Nuovo             | 75     | 0,09  |
| Totale            | Totale                  | Totale                                | Totale                  | 87.292 |       |

#### Risultati uninominale
|                               | Franco Marini ✔️ Eletto | L'Ulivo                  | 38 328 | 44,85 |  |  |  |  |  |
|                               | Raffaele Di Giovanni    | Casa delle Libertà       | 37 877 | 44,32 |  |  |  |  |  |
|                               | Mario Liani             | Lista Di Pietro          | 3 865  | 4,52  |  |  |  |  |  |
|                               | Gilberto Boncompagni    | Fronte Sociale Nazionale | 1 969  | 2,30  |  |  |  |  |  |
|                               | Adriano D'Anselmo       | Lista Emma Bonino        | 1 804  | 2,11  |  |  |  |  |  |
|                               | Mario Di Giovanni       | Democrazia Europea       | 1 620  | 1,90  |  |  |  |  |  |
| Totale                        | Totale                  | Totale                   | 85 463 | 100   |  |  |  |  |  |
|                               |                         |                          |        |       |  |  |  |  |  |
| Fonte: Ministero dell'interno |                         |                          |        |       |  |  |  |  |  |